# Prochiloneurus agarwali
Prochiloneurus agarwali är en stekelart som beskrevs av Hayat 1981. Prochiloneurus agarwali ingår i släktet Prochiloneurus och familjen sköldlussteklar. Inga underarter finns listade i Catalogue of Life.